# 갈바리노 (칠레)
갈바리노(스페인어: Galvarino)는 칠레 아라우카니아 주 카우틴 현의 코무나이다.